# Condylactis parvicornis
Condylactis parvicornis is een zeeanemonensoort uit de familie Actiniidae.
Condylactis parvicornis is voor het eerst wetenschappelijk beschreven door Kwietniewski in 1898.